# Alberto Orrego Luco

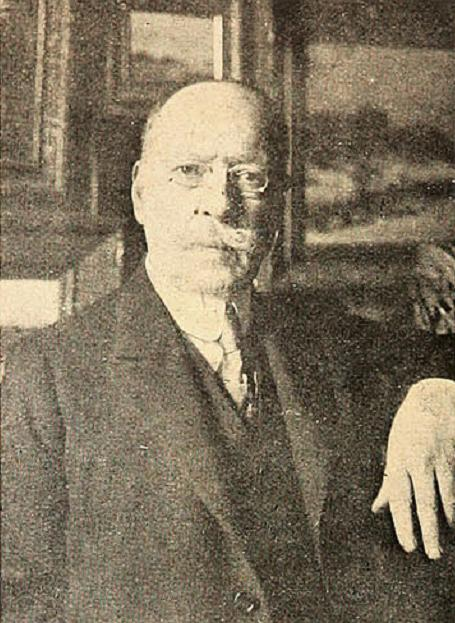
Foto von Alberto Orrego Luco

Alberto Orrego Luco (* 20. April 1854 in Valparaíso; † 2. Juni 1931 in Santiago de Chile) war ein chilenischer Maler.
Orrego begann seine Laufbahn als Maler als Autodidakt, wurde jedoch bereits 1872 bei der Exposición del Mercado Central für seine ersten Werke mit einer ehrenden Erwähnung ausgezeichnet. Im folgenden Jahr ging er mit seinem Schwager, dem Maler Pedro Lira, nach Paris, um an der Sorbonne Medizin zu studieren. Er brach jedoch das Studium ab und wurde an der Académie Julian Schüler von Alexandre Cabanel.
Von 1880 bis 1890 lebte Canabel in Venedig. Hier heiratete er 1883 die Malerin Carlina Rossi Loredano. 1888 trat er in den diplomatischen Dienst und wurde Konsul der chilenischen Regierung. In dieser Funktion wirkte er dann in Sevilla, ab 1892 in Genua und ab 1915 in Rom. 1919 kehrte er nach Chile zurück, wo er sich ganz der Malerei widmete.
Im Mittelpunkt seines Schaffens standen die Landschafts- und Marinemalerei. Er wurde für seine Werke vielfach ausgezeichnet; Retrospektiven seiner Werke fanden im Ausstellungssaal des Erziehungsministeriums (1971) und am Instituto Cultural de Las Condes (1979) in Santiago statt. Mehrere seiner Gemälde sind im Besitz des Museo Nacional de Bellas Artes.

## Werke
- Laguna del Parque Cousiño
- Paisaje Nevado
- Paisaje
- Nocturno Veneciano
- Puesta de Sol en Venecia
- Venecia
- Paisaje del Maule
- Paisaje de Puerto Montt
- Día Gris del Sur
- Alameda de Las Delicias
- Quebrada
- Río Bueno
- Bosque